# Rim Tim Tagi Dim
"Rim Tim Tagi Dim" é uma canção do artista croata Baby Lasagna que representou a Croácia no Festival Eurovisão da Canção 2024, após vencer a final nacional Dora 2024.
A música é descrita como uma canção sobre a emigração económica dos jovens croatas e leste-europeus, mas de uma forma humorística e suave. A canção em si conta a história de um jovem do campo que abandona a sua vila para procurar uma vida melhor no estrangeiro. Apesar de contente, é perturbado pela ansiedade de ter de sair da sua terra natal.
A canção atuou na 1ª semifinal, tendo sido apurada para a grande final onde se sagrou vice-campeã com 547 pontos. O resultado marcou a melhor classificação de sempre da Croácia na competição.

## Composição
"Rim Tim Tagi Dim" foi escrita e composta exclusivamente por Baby Lasagna. Segundo ele, a música foi escrita por ele mesmo no seu quarto e foi inspirada na oportunidade que teve de conseguir um emprego num navio cruzeiro que recusou. Foi originalmente concebida para ser uma música de preenchimento para seu futuro álbum de estreia, Demons and Mosquitoes, mas percebeu o potencial da música depois de surgir em streams e decidiu candidatar a música à Dora 2024, final nacional croata para o Festival Eurovisão da Canção. A canção foi oficialmente anunciada como canção-reserva para a Dora 2024, a 2 de janeiro de 2024, para servir como reserva caso alguma canção desistisse. No dia seguinte, a música de Zsa Zsa desistiu da competição, com Baby Lasagna a preencher a vaga deixada.
Em inúmeras entrevistas, Baby Lasagna afirmou que a canção foi inspirada no êxodo em massa de jovens que deixaram a Croácia em busca de melhores oportunidades em países estrangeiros. Para o autor, a canção é uma "abordagem bem-humorada e alegre" da questão. A própria música conta a história de um jovem rural que deixa sua aldeia em busca de uma vida melhor num país estrangeiro; embora animado, ele ainda está assolado pela ansiedade de se mudar. Baby Lasagna também foi inspirado pela sua própria ansiedade. Na letra da música, 'rim tim tagi dim' serve como nome de uma dança folclórica fictícia da aldeia natal do narrador.
Sonoramente, "Rim Tim Tagi Dim" mistura elementos de techno, heavy metal, pop e trap; Matilda Källén, do Dagens Nyheter descreveu-o como "uma espécie de pop punk com elementos de techno e metal". É baseado numa amostra retirada de Sounds of KSHMR Vol. 2, dos pacotes da plataforma Splice.

## Vídeo musical
O videoclipe foi lançado a 20 de fevereiro de 2024. Foi dirigido pela parceira de Baby Lasagna, Elizabeta Ružić, e filmado na sua terra natal, Kaštelir-Labinci. De acordo com uma revisão do jornal Jutarnji list, o videoclipe apresenta um homem rural, cercado por residentes rurais e animais de fazenda, emigrando para fora da Croácia em busca de uma vida melhor. No vídeo, o homem rural mostra que, embora entusiasmado por sair do seu estilo de vida rural, ainda é dominado pela ansiedade e pelo medo.

## Receção crítica

### Na Croácia
"Rim Tim Tagi Dim" foi amplamente bem recebido. Quando Hrvoje Horvat, do jornal Večernji list, classificou a música como a pior de Dora e a comparou às obras de Dead or Alive, o comentário foi condenado pelo colunista do Index.hr, Josip Bošnjak.
A música também foi comparada a "Cha Cha Cha" de Käärijä e "Party in My Head" de Pain; em resposta, Baby Lasagna expressou admiração por Käärijä, tendo o próprio elogiado a música, apelidando-a de "louca". Escrevendo para o Index.hr, Martina Radoš apelou à Radiotelevisão Croata (HRT) para despedir aqueles que colocaram a música entre as reservas. Num artigo para a mesma publicação, Bošnjak escreveu: "É um oxímoro musical incomum. Vida quotidiana triste num tom alegre da Ístria."
A canção foi elogiada pelos artistas croatas Matko Jelavić, Zorica Kondža e Zdenka Kovačiček, assim como a jornalista Vedrana Rudan.

### Na Europa
Nas reações de William Lee Adams e Cinan do Wiwibloggs, os dois elogiaram a música pela sua composição e letra. Adams afirmou em resposta à composição da música, "nada aqui parece forçado, cafona ou genérico; parece sincero... isso é qualidade. Parece apenas uma música de rock sincera." Markus Larsson do Aftonbladet descreveu a canção como uma "mistura difícil de digerir, mas eficaz de Rammstein e Sean Banan" e apontou como uma potencial vencedora da Eurovisão. Hanna Fahl, do Dagens Nyheter, evocou alguns dos sentimentos de Larsson, escrevendo: "Um Rammstein schlagerfied para amantes de gatos e quem sofre de ansiedade - é adorável e amigo dos trolls em toda a sua tolice simples." Glen Weldon, da NPR, reconheceu a música como uma das favoritas para vencer a competição, elogiando a combinação da mensagem e do estilo musical da música, chamando-a de "turducken narrativa".
Numa crítica do Wiwibloggs contendo várias comentários de vários críticos, a canção foi avaliada com 8,5 em 10 pontos, ganhando o segundo lugar entre as 37 canções concorrentes no Festival Eurovisão da Canção 2024 no ranking anual do site. Outra análise conduzida pela ESC Bubble que continha críticas de uma combinação de leitores e júris classificou a canção em primeiro lugar entre as 15 canções contra as quais "Rim Tim Tagi Dim" estava a competit na primeira semifinal. Jon O'Brien do Vulture classificou a música em 12º lugar, apelidando-a de "essencialmente um comentário socioeconómico". Ele creditou os seus "versos rítmicos contagiantes e salto ligeiramente perturbado do techno dos Balcãs para o emo de headbanging" pelo status de Baby Lasagna como favorito da Eurovisão. Doron Lahav, do ESC Beat, também classificou a música em 12º lugar geral, afirmando que, embora acreditasse que a música seria lembrada pelos ouvintes, ele reconheceu os vocais inconsistentes ao vivo de Baby Lasagna durante as atuações. Erin Adam, do The Scotsman, deu à canção uma crítica fortemente positiva, avaliando-a com 10 pontos em 10 e afirmando que a canção foi a sua vencedora pessoal.
Momentos antes da final, a canção ganhou um Prémio Marcel Bezençon, nomeadamente o "Prémio Imprensa".

## Apresentações ao vivo e promoção

### Dora 2024
A atuação foi coreografada por Luana Kličić e Sebastijan Žeželić, que também participaram como dançarinos de apoio, bem como pelo irmão de Baby Lasagna, Martin, que tocou bateria. Apresentava elementos folclóricos croatas, como rendas, lenços de cabeça e uma tábua de lavar, com Baby Lasagna vido com um traje desenhado por Valentina Pliško que consistia num colete de couro preto, uma camisa feita de anéis de prata, jeans preto desbotado com barbante rosa e mangas largas brancas inspiradas em pelas roupas tradicionais croatas. As mangas foram comparadas às usadas por Käärijä no Festival Eurovisão da Canção 2023. A atuação também contou com uma mala, simbolizando a emigração, e animais de fazenda em neon como pano de fundo.

### Promoção pré-eurovisiva

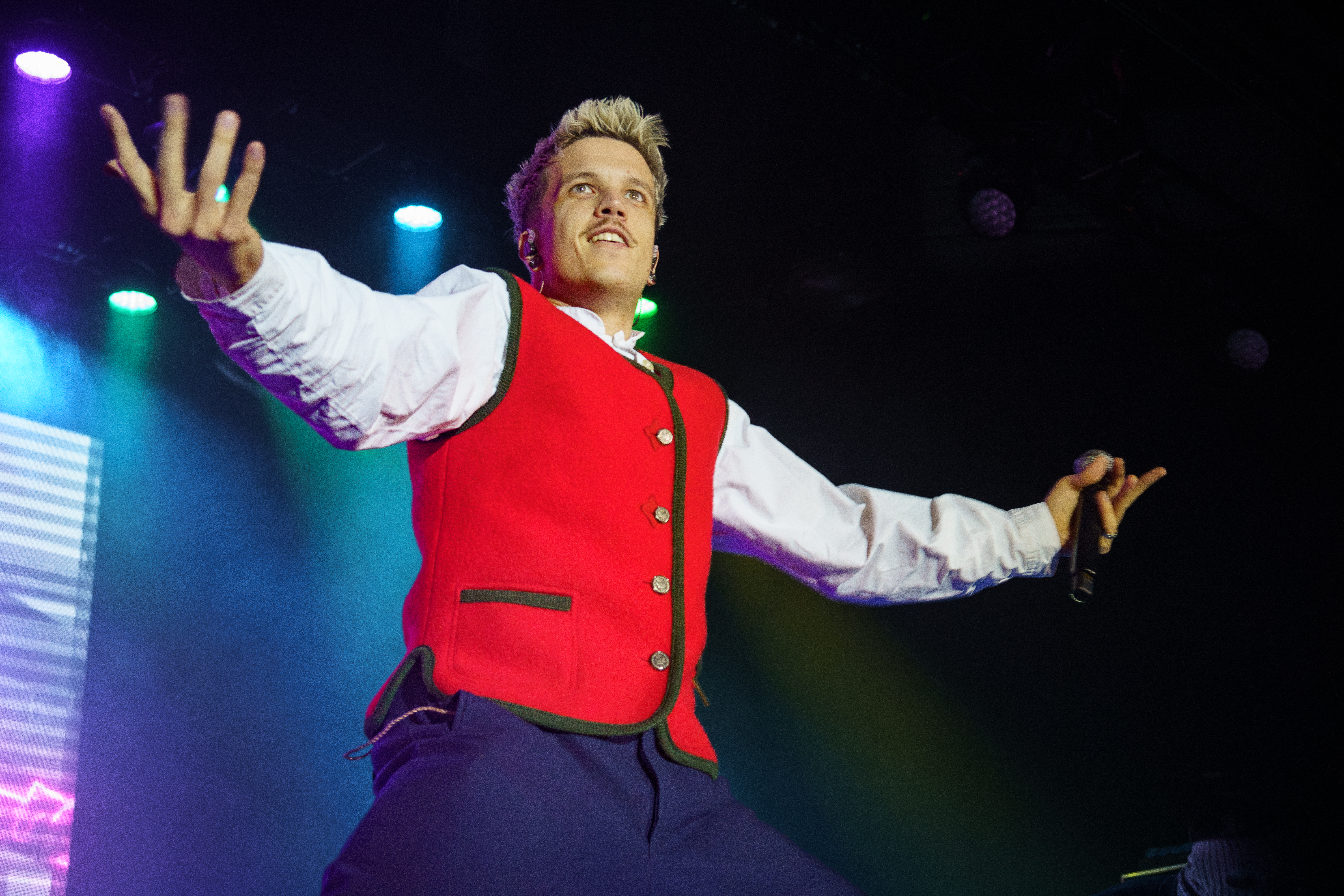
Baby Lasagna na PrepartyES.

A vitória da música no Dora desencadeou uma tendência no TikTok que viu os usuários recriarem parte da coreografia. Aqueles que participaram da tendência incluem os membros croatas do Parlamento Europeu Valter Flego, Biljana Borzan e Predrag Matić; Jasenka Auguštan-Pentek, Presidente da Câmara de Zlatar, e Nathalie Rayes, a embaixadora dos Estados Unidos na Croácia. A 9 de março de 2024, Baby Lasagna visitou o International Cat Show, organizado em Zagreb pela Associação das Sociedades Felinológicas Croatas (SFDH) como resultado de uma das partes da música sobre um gato a maior ter ganho popularidade.
A 22 de março, Baby Lasagna cantou a música no 30º Rose Awards do jornal Večernjak list. Para a promoção da música no período pré-eurovisivo, confirmou a sua intenção de participar em vários eventos ao longo dos meses de março e abril, incluindo o Eurovision in Concert de Amsterdão, o PrePartyES de Madrid e o London Eurovision Party. Durante a sua visita aos Países Baixos, Baby Lasagna também cantou a música no Beau, talk-show holandesa, a 12 de abril. A 21 de abril, cantou a música no programa de televisão esloveno Nedeljsko popoldne.
No dia 8 de abril, a HRT convidou fãs de todo o país para um evento público de dança onde seriam filmados a dançar a música, a fim de mostrar apoio ao artista. O evento, que foi gravado pela HRT para televisão e redes sociais, ocorreu no dia 13 de abril em cinco cidades croatas – Zagreb, Split, Osijek, Zadar e Umag. Quase 150 dançarinos coreografaram a sua atuação para as filmagens em Umag, com Luana Kličić e Sebastijan Žeželić, dançarinos de apoio de Baby Lasagna para Malmö, também a juntarem-se ao evento. No mesmo dia, a HRT publicou fotos e vídeos dos fãs a dançar, que também foram ao ar no Dnevnik, o principal telejornal da HRT. A 16 de abril, a HRT lançou um videoclipe intitulado "Hrvatska pleše 'Rim Tim Tagi Dim'" (trad. Croácia a dançar ao som de "Rim Tim Tagi Dim"). O vídeo compilou imagens de fãs a dançar nos cinco eventos, bem como diversas outras gravações enviadas à HRT pelos fãs, entre as quais vídeos feitos por funcionários do Correios da Croácia, membros do Teatro Nacional Croata em Zagreb e o seu Departamento de Ballet, do Corpo de Bombeiros de Zagreb, do Ministério do Interior da Croácia e membros da Academia de Polícia, e vários conselhos de turismo em toda a Croácia.

### Festival Eurovisão da Canção

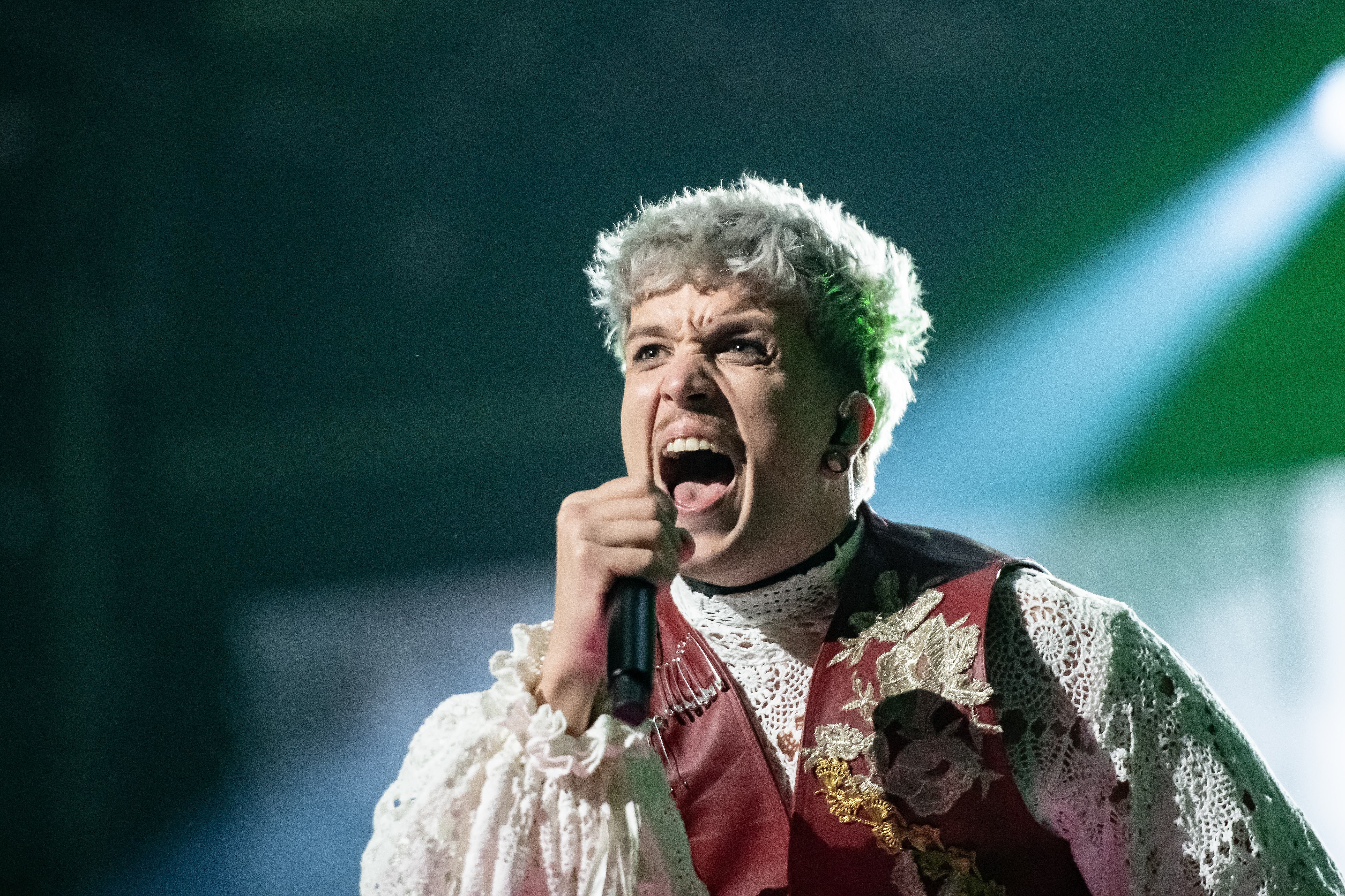
Atuação durante o ensaio geral da 1ª semifinal.

O Festival Eurovisão da Canção 2024 teve lugar na Malmö Arena em Malmö, Suécia, e consistiu em duas semifinais realizadas nas respetivas datas de 7 e 9 de maio e a final a 11 de maio de 2024, tendo a Croácia sido colocada na primeira semifinal, com a canção a ser interpretada em sétimo lugar.
A atuação de Baby Lasagna na Eurovisão apresentou algumas modificações em relação à final nacional: Pliško criou novos trajes mais fortemente inspirados nas roupas tradicionais, bem como máscaras para os dançarinos inspiradas nos čentrini da Ístria. Martin Purišić foi substituído por Matija Klaj na bateria. O traje de Purišić consistia numa camisa branca e calça de renda, além de colete vermelho com detalhes dourados e prateados. O look foi finalizado com gargantilha, botas pretas e penteado desgrenhado. A apresentação também contou com um cenário de gatos LED dançantes. No final da sua apresentação na semifinal, Purišić piscou para o público e miou, o que foi interpretado como uma referência ao seu gato caolho, Stipe. O desempenho atraiu reações positivas de anteriores participantes croatas da Eurovisão, incluindo o representante de 2017, Jacques Houdek, e os representantes de 2023, Let 3. "Rim Tim Tagi Dim" venceu a semifinal, com 177 pontos passando à grande final, onde terminou em 2º lugar, com 547 pontos, a melhor classificação da Croácia no Festival Eurovisão da Canção. Em resposta à sua classificação, Baby Lasagna expressou contentamento, afirmando que estava "surpreso com o quão feliz estou... Não fingimos nada, tudo foi feito exatamente como imaginávamos, como deveria ter sido."

## Legado
A 12 de maio, no dia após a final, Baby Lasagna chegou de Malmö a Zagreb, onde foi recebido por uma multidão de apoiantes e pelos seus pais no aeroporto de Zagreb. Ele foi então levado à Praça Ban Jelačić num autocarro panorâmico. Na praça, foi recebido por milhares de apoiantes, aos quais agradeceu e chorou, tendo, seguida, cantado "Rim Tim Tagi Dim" duas vezes seguidas. Antes de sua chegada, a multidão na praça foi entretida pelas apresentações de Emilija Kokić (Jugoslávia 1989), Tajči (Jugoslávia 1990) e Let 3 (Croácia 2023). Aqueles que deram as boas-vindas a Baby Lasagna na praça também incluíram o Presidente da Câmara de Zagreb, Tomislav Tomašević, e o primeiro-ministro da Croácia Andrej Plenković. A 16 de maio, Plenković anunciou que o governo recompensaria Baby Lasagna com 50 000 euros pelo seu sucesso, algo recusado pelo cantor, que optou por pedi a doação de 25 mil euros a dois hospitais à sua escolha. A 19 de maio, Baby Lasagna foi anunciado como o vencedor do prêmio You're a Vision, prémio atribuído pelos fãs da Eurovisão às roupas mais peculiares de cada edição.
O sucesso de Baby Lasagna na Eurovisão tornou-se um fenómeno cultural na Croácia. Ele recebeu o apoio da RTL Vijesti, do Conselho Nacional de Turismo da Croácia, da Croatia Airlines e da Federação Croata de Futebol. Num artigo de opinião para o Agroklub, Leticija Hrenković questionou-se se "Rim Tim Tagi Dim" poderia mudar a atitude do croata médio em relação ao mundo rural. Ana Hajduk, da Večernji list, e Ana Strizić, da Gloria, deram crédito a Purišić por restaurar a popularidade da renda.

## Covers
A 26 de fevereiro, um dia após a final nacional, a banda Vatrogasci lançou o seu cover de paródia em croata de "Rim Tim Tagi Dim", intitulado "Rim Tu Tiki Tiki".
A 5 de maio, no fim de semana anterior à semana da Eurovisão, a atriz croata Marija Kolb personificou a atuação da canção no décimo episódio da oitava temporada de Tvoje lice zvuči poznato (versão croata do programa A Tua Cara Não Me É Estranha), vencendo o episódio. O seu desempenho foi apoiado por Baby Lasagna.

## Desempenho comercial
Antes da final nacional Dora, "Rim Tim Tagi Dim" estreou no número 24 na edição HR Top 40, datada de 14 de janeiro de 2024, antes de atingir o número quatro na semana seguinte. Após o seu triunfo na Dora, atingiu o novo pico de número um na edição das paradas, datada de 3 de março de 2024. Também estreou em segundo lugar na edição Croatia Songs da parada da Billboard, datada de 9 de março de 2024, atrás de "Fantazija" de Grše e Miach. Na edição das paradas datada de 25 de maio de 2024, alcançou o topo das paradas.
Na edição do UK Singles Chart, datada de 17 de maio de 2024, "Rim Tim Tagi Dim" estreou no número 36. A conquista fez de Baby Lasagna apenas o segundo artista croata a aparecer nas paradas, depois de Ivo Robić, que alcançou a posição 23 com "Morgen" (1959). Outros países onde a música alcançou o top 40 incluem Finlândia, Islândia, e Suíça.
Globalmente, a música estreou em 139 e 64 na Billboard Global 200 e Global Excl. US das paradas dos EUA, datadas de 25 de maio de 2024, respectivamente.
| Lista (2024)                          | Melhor Posição |
| ------------------------------------- | -------------- |
| Alemanha (Official German Charts)     | 50             |
| Áustria (Billboard)                   | 17             |
| Bélgica (Ultratop 50 Flanders)        | 46             |
| Billboard Global 200                  | 139            |
| Chéquia (Singles Digitál Top 100)     | 57             |
| Croácia (Billboard)                   | 1              |
| Croácia (HR Top 40)                   | 1              |
| Finlândia (Suomen virallinen lista)   | 4              |
| Grécia (IFPI)                         | 45             |
| Irlanda (IRMA)                        | 26             |
| Islândia (Plötutíðindi)               | 15             |
| Letônia (LAIPA)                       | 6              |
| Lituânia (AGATA)                      | 4              |
| Luxemburgo (Billboard)                | 16             |
| Países Baixos (Single Top 100)        | 41             |
| Países Baixos (Dutch Top 40)          | 15             |
| Noruega (VG-lista)                    | 33             |
| Reino Unido (Official Charts Company) | 36             |
| Suécia (Sverigetopplistan)            | 6              |
| Suíça (Schweizer Hitparade)           | 11             |

## Histórico de lançamento
| País   | Data                  | Formato                     | Gravadora(s)       |
| ------ | --------------------- | --------------------------- | ------------------ |
| Vários | 12 de janeiro de 2024 | Download digital, Streaming | Virgin Music Group |